# Востряков Олександр Андрійович
Олександр Андрійович Востряков (10 січня 1944 , Каргапольє, Курганська область  — 14 жовтня 2023 ) — український співак (тенор) педагог, Народний артист Української РСР (1991), професор.

## Біографія
Народився 10 січня 1944 року в смт Каргапольє Курганської області (Росія).
Навчався у Харківському інституті мистецтв імені Івана Котляревського на диригентському (1965–1971) та вокальному (1971–1973) факультетах. Сольний спів опановував у класі проф. Т. Веске.
У 1973-76 — асистент кафедри сольного співу Харківського інституту мистецтв імені Івана Котляревського і одночасно — на посаді соліста Харківського театру опери та балету.
В 1976-83 — соліст (тенор) Дніпропетровського театру опери та балету, з 1983 — Національного академічного театру опери та балету України імені Тараса Шевченка.
З 1990 — викладач сольного співу Київської консерваторії ім. П. Чайковського (на кафедрі сольного співу, з 2001 р. — доцент). Роботі з ним завдячують своїми успіхами багато провідних майстрів сучасного українського вокального мистецтва.
Пішов з життя 14 жовтня 2023 року у віці 79 років.

## Творчість
Коронні оперні партії: Радамес, Герман, Сергій, («Аїда» Дж. Верді, «Пікова дама» П. Чайковського, «Катерина Ізмайлова» Д. Шостаковича).
Гастролював на оперних сценах Росії, Німеччини, Франції, Данії, Іспанії, Швейцарії, Польщі, Угорщини, Бельгії, Голландії…
Записувався на радіо. Проводив концертну діяльність.
Серед учнів — М. Талаба, Л. Гревцова, Е. Срібницький, Ф. Можаєв, Ю. Данильчишин, Е. Геращенко, Н. Крижна, О. Біхунова…

## Нагороди
- Орден «За заслуги» ІІІ ступеня (2001)[2].